# Olympische Jugend-Sommerspiele 2014/Trampolinturnen
Bei den Olympischen Jugend-Sommerspielen 2014 in der chinesischen Metropole Nanjing wurden zwei Wettbewerbe im Trampolinturnen ausgetragen.
Die Wettbewerbe fanden am 21. und 22. August im Nanjing Olympic-Sports-Center-Stadion statt.

## Jungen
Der Wettbewerb wurde am 22. August ausgetragen.
| Platz | Land | Athlet                    | Punkte |
| ----- | ---- | ------------------------- | ------ |
| 1     | NZL  | Dylan Schmidt             | 57,340 |
| 2     | CHN  | Liu Changxin              | 56,935 |
| 3     | POR  | Pedro Ribeiro Ferreira    | 56,040 |
| 4     | MEX  | Luis Armando Loria Cetina | 55,815 |
| 5     | BLR  | Arzjom Schuk              | 54,415 |
| 6     | GBR  | Zachary Sheridan          | 11,000 |

## Mädchen
Der Wettbewerb wurde am 21. August ausgetragen.
| Platz | Land | Athletin           | Punkte |
| ----- | ---- | ------------------ | ------ |
| 1     | CHN  | Zhu Xueying        | 55,425 |
| 2     | JPN  | Rana Nakano        | 52,370 |
| 3     | RUS  | Maria Sachartschuk | 52,360 |
| 4     | FRA  | Léa Labrousse      | 51,150 |
| 5     | USA  | Nicole Ahsinger    | 49,950 |
| 6     | AUS  | Abbie Watts        | 49,170 |